# 維利尚卡 (列別金市鎮)
50°32′36″N 34°41′5″E / 50.54333°N 34.68472°E
維利尚卡（烏克蘭語：Вільшанка）是位於烏克蘭東北部的村莊，由蘇梅州蘇梅區的列别金市镇負責管轄。該村處於維利尚卡河左岸，分別距離里亞布什基0.5公里和庫里利夫卡1公里，2001年人口90。